# Foley, Alabama
Foley är en stad (city) i Baldwin County, i delstaten Alabama, USA. Enligt United States Census Bureau har staden en folkmängd på 14 989 invånare (2011) och en landarea på 66,7 km².